# أخلاق العمل البروتستانتية

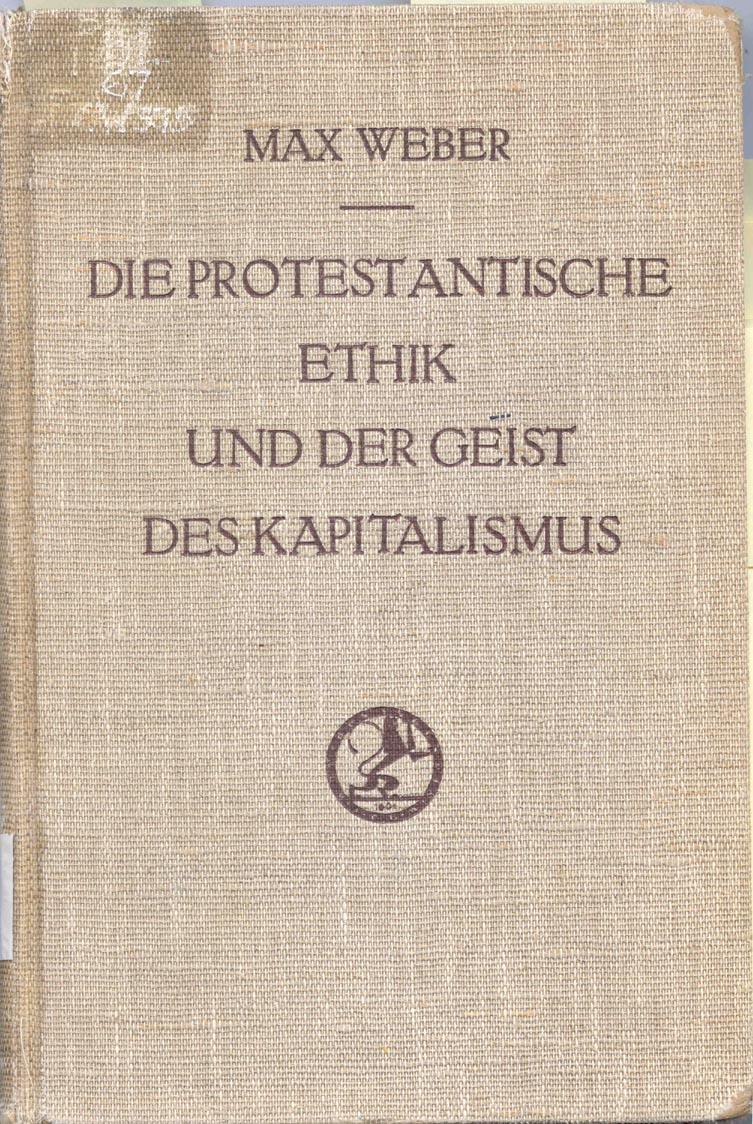

أخلاق العمل البروتستانتية هو مفهوم في علم الاقتصاد وعلم الاجتماع والتاريخ، يعزى إلى أعمال ماكس فيبر. تستند إلى فكرة أن تركيز الكالفينيين على ضرورة العمل الجاد كعنصر من عناصر النجاح الدنيوي وكعلامة مرئية أو نتيجة للخلاص الشخصي.
يرى أن البروتستانتية بدأت مع مارتن لوثر الذي كان يركز على الأعمال الدنيوية ويعتبر العمل كواجب يستفيد منه كل من الفرد والمجتمع ككل، وبالتالي شجعت البروتستانتية على تراكم الثروات واعتبرتها نعمة من عند الله متأثرة في ذلك في العهد القديم. وهكذا، تحولت فكرة الكاثوليكية من أعمال الرب إلى الالتزام بالعمل الجاد كدليل على نعمة.
واستنادًا إلى ماكس فيبر فأخلاق العمل البروتستانتية، خاصًة المذهب الكالفيني، من انضباط وعمل شاق وإخلاص، كانت وراء ظهور العقلية الرأسمالية في أوروبا،: وذلك لقولها بأن النجاح على الصعيد المادي هو دلالة على نعمة إلهية واختيار مسبق للخلاص. فقد حثت تعاليمهم بان يكونوا منتجين بدلاً من مستهلكين ويستثمروا أرباحهم لخلق المزيد من فرص العمل لمن يحتاج وبذلك تمكنهم في المساهمة في بناء مجتمع منتج وحيوي. ومن الآثار المهمة للحركة الكالفينية، بسبب تأكيدها حرية الفرد، ظهور برجوازية جديدة، فالحرية الفردية وما رافقها من نجاح في مجال الصناعة، جعل أتباع الكالفينية يهتمون بالثروة والمتعة وحب التملك بدلاً من البحث عن خيرات الأرض بالسعي والجد.
كذلك كان لأخلاق العمل البروتستانتية كقيم الموثوقية، والادخار، والتواضع، والصدق، والمثابرة والتسامح، أحد أسباب نشأة الثورة الصناعية.
في دراسة معروفة قام بها عدد من الباحثين في مطلع الألفية ويمكن اختصار اسمها كالتالي: (CMRP) وجد عدد من الباحثين أن المجتمعات التي تسيطر عليها الثقافة البروتستانتية تشمل الولايات المتحدة، والدول الإسكندنافية، وألمانيا، والمملكة المتحدة، وهولندا، وسويسرا، وكندا، وأستراليا ونيوزيلندا تميل إلى العمل والاجتهاد والإنجاز والابتكار أكثر من المجتمعات التي تسيطر عليها ثقافات دينية أخرى مثل الكاثوليكية والإسلام والبوذية والهندوسية. ووفقًا للدراسة فالدول ذات الثقافة والأغلبية البروتستانتية لديها مؤشر التنمية البشرية والناتج المحلي مرتفع، كما وتتربع العديد من الدول البروتستانتية قائمة أغنى دول العالم، والدول الأقل فساداً في العالم. ولدى العديد من المجتمعات البروتستانتية في دول غير بروتستانتية نفوذ اقتصادي كبير لا يتناسب مع وزنهم العددي يظهر ذلك على سبيل المثال في فرنسا حيث للبروتستانت نفوذ كبير في الصناعة والاقتصاد والشركات المالية والبنوك وكوريا الجنوبية حيث معظم الشركات الكبرى بالبلاد يديرها مسيحيون بروتستانت.[بحاجة لمصدر] واستنادًا إلى نموذج بارو وماكليري، فإن أخلاق العمل البروتستانتية قد لعبت دورًا رئيسيًا في نجاح كوريا الجنوبية في المجال الاقتصادي.
تعرضت الأطروحة إلى بعض الانتقادات من عدد من علماء الاجتماع، منهم الخبير الاقتصادي جوزيف شومبيتر الذي يرى أن الرأسمالية بدأت في إيطاليا في القرن الرابع عشر، وليس في المناطق البروتستانتية في أوروبا. ومن العوامل الأخرى التي تزيد من تطوير اقتصاد السوق الأوروبية شملت تعزيز حقوق الملكية وتخفيض تكاليف المعاملات مع تراجع وتسييل الإقطاع، والزيادة في الأجور الحقيقية بعد أوبئة طاعون دبلي.